# Irrfahrt der St. Louis

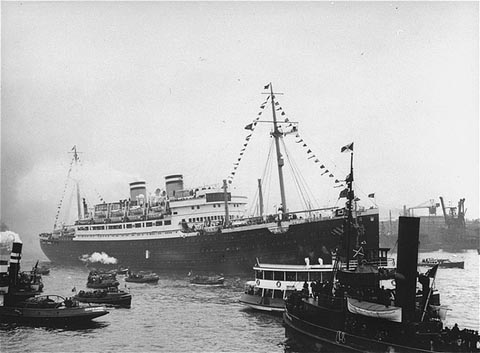
Die St. Louis im Hafen von Hamburg

Die Irrfahrt der St. Louis war eine Reise von 937 nahezu ausnahmslos deutschen Juden auf der St. Louis, einem Passagierschiff der Hamburger Reederei HAPAG, von Mai bis Juni 1939 von Hamburg nach Kuba und Antwerpen. Die Passagiere wollten, um dem NS-Regime zu entkommen, nach Kuba emigrieren, erhielten aber weder dort noch in den USA und Kanada eine Landeerlaubnis. Sie wurden schließlich in Antwerpen von Bord gelassen und auf Belgien, die Niederlande, Frankreich und Großbritannien verteilt.
Die meisten Passagiere überlebten den Zweiten Weltkrieg nicht. Die fehlende Aufnahmebereitschaft der Zielländer und das Schicksal der Flüchtlinge waren wesentliche Elemente der politischen Debatte im Vorfeld der 1951 erfolgten Verabschiedung der Genfer Flüchtlingskonvention.

## Die Reise
Die Passagiere der Fahrt nach Kuba, die am 13. Mai 1939 begann, waren 937 deutsche Juden, die mit Touristenvisa für Kuba und größtenteils mit gültigen Papieren der US-Einwanderungsbehörde ein halbes Jahr nach den Ausschreitungen in der Reichspogromnacht vor den Nationalsozialisten fliehen wollten.
In der Karibik begann die Flucht zu scheitern, weil das Schiff nirgends eine Anlegeerlaubnis erhielt. Am 27. Mai 1939 ging die St. Louis in der Bucht von Havanna vor Anker, denn trotz zuvor erfolgter Zusage weigerte sich die kubanische Regierung, das Schiff am Pier anlaufen zu lassen. Die kubanischen Visabestimmungen für Einwanderer waren kurz zuvor geändert worden, und die dortigen Behörden verweigerten den Passagieren mit Touristenvisa die Einreise. Nach Verhandlungen von Kapitän Gustav Schröder durften 29 Passagiere von Bord gehen: 22 deutsche Juden, deren Visa als gültig anerkannt wurden, sowie vier Passagiere mit spanischen und zwei mit kubanischen Pässen und einer, der Suizid versucht hatte. Am 2. Juni 1939 musste das Schiff Kuba verlassen.
Kapitän Schröder und jüdische Organisationen baten dann US-Präsident Franklin Roosevelt persönlich um Hilfe, die jedoch verweigert wurde. Die Odyssee des Schiffs führte zu heftigen Diskussionen in den Vereinigten Staaten, da Präsident Roosevelt zwar anfangs einige der Flüchtlinge aufnehmen wollte, aber sich dem Druck seines Außenministers Cordell Hull und der Demokratischen Partei beugte. Einige Parteimitglieder sollen ihm gedroht haben, die Unterstützung für die Präsidentschaftswahlen 1940 zu versagen. Am 4. Juni 1939 lehnte Roosevelt das Anlegen des Schiffes in den USA ab, das in der Karibischen See zwischen Florida und Kuba wartete. Das gleiche Schicksal ereilte sie an der Küste Kanadas unter dem damaligen Ministerpräsidenten William Lyon Mackenzie King.
Das Schiff musste auf Anweisung der Reederei im Juni 1939 nach Europa zurückkehren, woran auch ein Versuch der Passagiere, das Kommando über das Schiff zu übernehmen, nichts änderte. Kapitän Schröder setzte sich weiterhin für die Flüchtlinge ein. Er erwog sogar, eine Havarie vor der britischen Küste vorzutäuschen, damit seine Passagiere dort an Land genommen würden. Die belgische Regierung erlaubte schließlich die Landung in Antwerpen, wo die Flüchtlinge am 17. Juni 1939 von Bord gingen. Die Passagiere wurden von Antwerpen aus von Belgien (214), den Niederlanden (181), Frankreich (224) und Großbritannien (254) aufgenommen. Ein Passagier war unterwegs verstorben.

## Überlebende und der Holocaust
Das USHMM (United States Holocaust Memorial Museum) hat auf seiner Homepage eine komplette Passagierliste der St. Louis veröffentlicht. Die alphabetisch geordnete Liste erlaubt auch Differenzierungen nach den Aufnahmeländern (Search by country of disembarkation), so dass die Namen aller Passagiere einsehbar sind, die in Kuba an Land gehen durften oder das Glück hatten, eine Einreiseerlaubnis für England zu erhalten. Sie bilden die größte Gruppe derer, die den Holocaust überlebt haben: „‚Wir wissen inzwischen, daß etwa die Hälfte den Holocaust überlebt hat‘, sagt Sarah Ogilvie. Die meisten, die in Frankreich, Holland und Belgien gestrandet sind, hatten keine Chance, während diejenigen, die Zuflucht in England fanden, zwar als ‚Enemy Aliens‘ behandelt wurden, aber immerhin das Kriegsende erlebten.“ Allerdings: Ein Teil der von den britischen Behörden Internierten wurde nicht nur in ein Lager auf der Isle of Man verbracht, sondern auch nach Kanada und Australien deportiert. 80 ehemalige Passagiere der St. Louis verloren ihr Leben, als sie von England aus mit der Arandora Star in Internierungscamps in Kanada gebracht werden sollten. Das Schiff wurde von dem deutschen U-Boot U 47 unter dem Kommando von Günther Prien versenkt. Insgesamt fanden dabei 700 Internierte und 100 Mann der Besatzung den Tod.
Mit dem Ausbruch des Zweiten Weltkriegs wurden in Frankreich alle Deutschen und Österreicher interniert – auch die vor den Nazis geflohenen Emigranten. Eines dieser Internierungslager, das Stade Olympique de Colombes, befand sich in Colombes. Kurt Stern erwähnt in den Tagebüchern über seine Internierung in Frankreich, dass in Colombes auch Überlebende der St. Louis interniert worden seien. Als die Wehrmacht im Mai/Juni 1940 Belgien, die Niederlande und Frankreich eroberte, geriet die Mehrzahl der Passagiere wieder in den Herrschaftsbereich des NS-Regimes. Die von Großbritannien aufgenommenen Emigranten waren in Sicherheit. Nach neueren Forschungen wurden 254 der Passagiere im Holocaust ermordet.
Der österreichische Pädagoge Ernst Papanek (1900–1973), der von 1938 bis 1940 in Frankreich im Exil lebte und dort im Auftrag der Œuvre de secours aux enfants (OSE) Kinderheime aufbaute, war an den Verhandlungen über die Versorgung der Passagiere der St. Louis beteiligt. Er berichtet in seinem Buch Die Kinder von Montmorency davon, dass die Erwachsenen des französischen Kontingents zunächst in einem Lager in Le Mans untergebracht worden seien. Die Kinder wurden vorübergehend in einem Hotel einquartiert und dann auf die von Papanek betreuten Heime verteilt, wo sie als Kubaner in Erinnerung blieben. Als offensichtlichen Anführer dieser Gruppe erwähnt Papanek Hans Windmüller (* 4. Dezember 1923 in Dortmund; † 2. Dezember 2003 in Ithaca), über den er an anderer Stelle schreibt: „Welches von unseren Kindern sollte einmal Professor für Arbeitsbeziehungen werden? Natürlich Windmüller.“ Wirklichkeit wurde das für Windmüller an der Cornell University.

### Bekannte Überlebende
- Clark Blatteis (1932–2021). Der spätere Pathophysiologe wurde nach der Ausschiffung von Belgien aufgenommen. Von dort aus floh er mit seiner Familie über Frankreich und Spanien nach Marokko und konnte 1948 in die Vereinigten Staaten übersiedeln.[14]
- Ludwig Greve (1924–1991) befand sich mit seinen Eltern und seiner Schwester auf der St. Louis. Sie wurden nach der Ausschiffung von Frankreich aufgenommen, und auch Ludwig verbrachte einige Zeit in einem Kinderheim der OSE. Die weitere Flucht führte die Familie nach Italien, wo Ludwigs Schwester und sein Vater verhaftet und nach Auschwitz deportiert und dort ermordet wurden. Ludwig und seine Mutter überlebten mit Hilfe einer katholischen Untergrundorganisation.[15]
- Ruth B. Mandel (1938–2020) hat in den USA als Politikwissenschaftlerin gearbeitet.
- Arno Motulsky (1923–2018)
- Fritz Spanier (1902–1967) war in Düsseldorf Hausarzt und später Lagerarzt im Durchgangslager Westerbork.
- Hannelore Grünberg-Klein (1927–2015) publizierte kurz vor ihrem Tod ihre Erinnerungen in Buchform.
- Heinrich Ross (1870–1957), deutscher Verleger, siehe Ross-Verlag

## Gedenken und posthume Bitte um Verzeihung

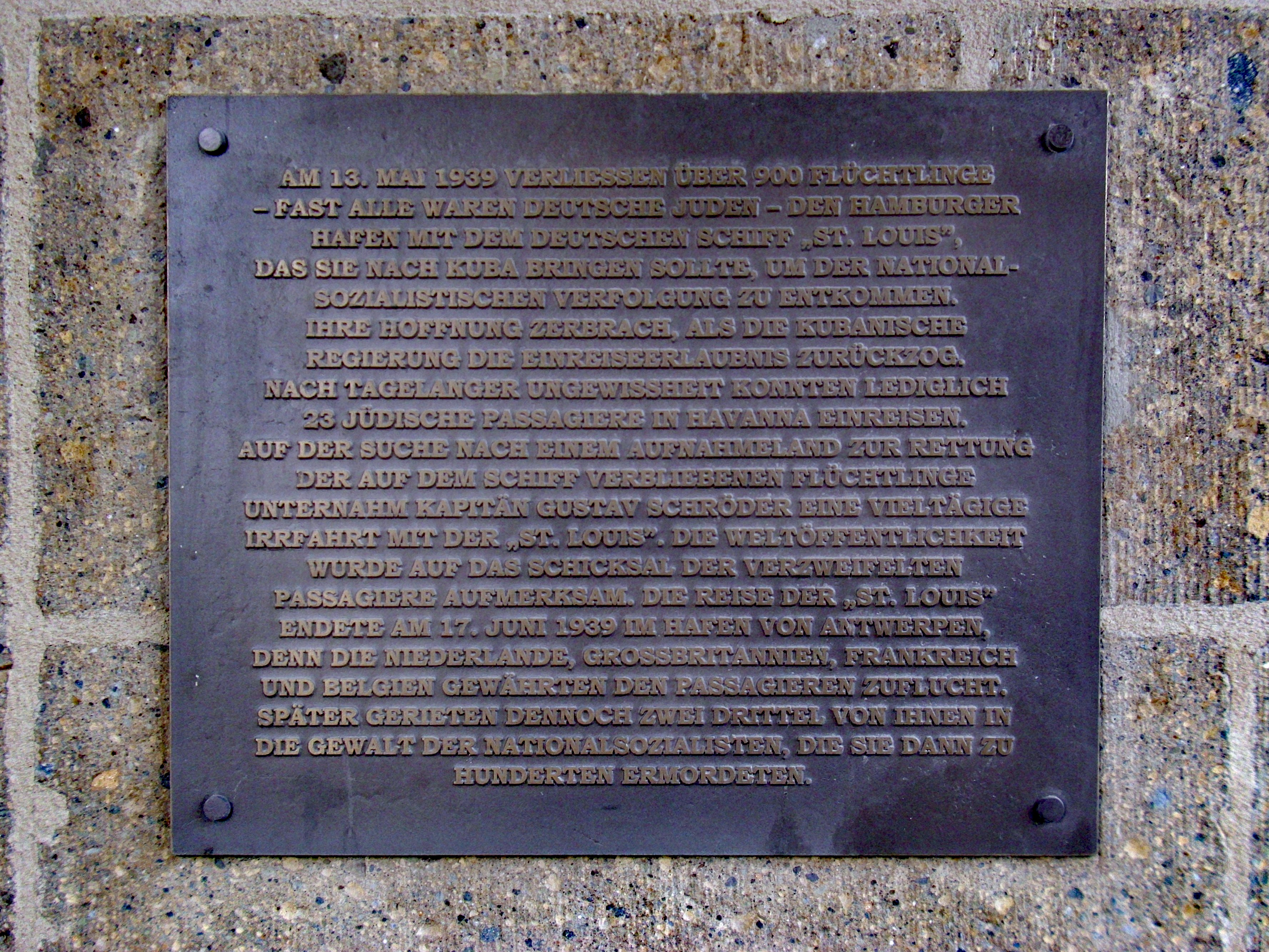
Gedenktafel an den Hamburger St. Pauli-Landungsbrücken

- Eine im Jahre 2000 angebrachte Gedenktafel in Hamburg auf der rechten Seite des Durchganges zu Brücke 3 der St. Pauli-Landungsbrücken erinnert an das Schicksal der Passagiere der St. Louis.
- Kapitän Gustav Schröder wurde 1957 „für Verdienste um Volk und Land bei der Rettung von Emigranten“ von der Bundesrepublik Deutschland mit dem Bundesverdienstkreuz am Bande, vom Staat Israel posthum durch die Aufnahme in den Kreis der „Gerechten unter den Völkern“ und von der Hansestadt Hamburg im Februar 1990 durch Benennung einer Straße in Hamburg-Langenhorn, den „Kapitän-Schröder-Weg“, geehrt.
- Im September 2012 entschuldigte sich das Außenministerium der Vereinigten Staaten bei vierzehn in Washington anwesenden überlebenden Passagieren.[16]
- Wir entschuldigen uns für die Herzlosigkeit der kanadischen Antwort, sagte Premier Justin Trudeau am 7. November 2018 im  nationalen Parlament in Ottawa unter dem Beifall des Hauses. Kanada habe sich geweigert zu helfen, wo es habe helfen können, und habe dadurch zum „grausamen Schicksal“ vieler Menschen beigetragen, die später in den NS-Vernichtungslagern ermordet wurden, sagte er.

## Filme

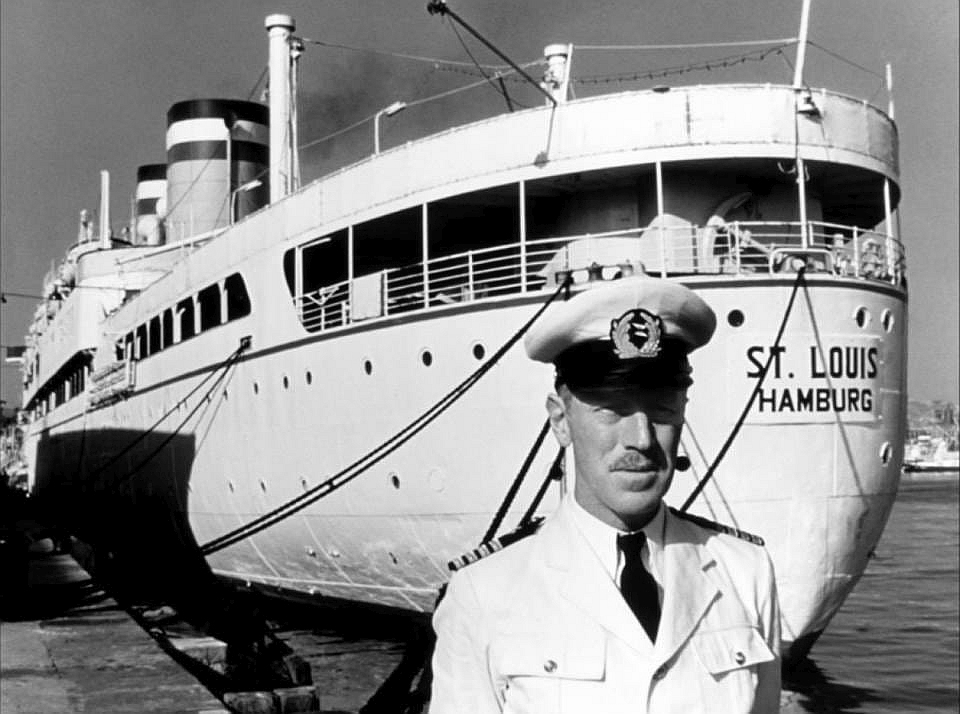
Max von Sydow als Kapitän Schröder, Film von 1976

- Das Drama der St. Louis war Gegenstand des 1976 uraufgeführten britischen Films Reise der Verdammten (Voyage of the Damned), in der Hauptrolle Max von Sydow als Kapitän Schröder.
- Kapitän Schröder und die Irrfahrt der „St. Louis“ – Erinnerungen an ein Drama auf See. In: NDR, 24. Januar 2018, 21:00–21:45 (Doku-Drama).
- Die Ungewollten – Die Irrfahrt der St. Louis, in der Hauptrolle Ulrich Noethen. In: ARD, 21. Oktober 2019, 20:15–21:45 (Doku-Drama).

## Theater
- Daniel Kehlmann: Die Reise der Verlorenen, basierend auf dem Buch Voyage of the Damned von Gordon Thomas und Max Morgan-Witts. Uraufführung am 6. September 2018 im Theater in der Josefstadt.[17]
- Alexander Schreuder: Heimatlos auf hoher See, basierend auf dem Drama Die Ungewollten – Die Irrfahrt der St. Louis von Susanne Beck und Thomas Eifler. Uraufführung am 15. Juni 2024 in der Württembergische Landesbühne Esslingen.[18]

## Belletristik
Benny Jungblut, ein Protagonist in Peter Pranges 2019 erschienenem Roman Eine Familie in Deutschland (Zweites Buch: Am Ende die Hoffnung), war ein Teilnehmer dieser Fahrt. Ein weiteres Buch zum Thema ist Vor uns das Meer von Alan Gratz.